# Pseudanthias caudalis
Pseudanthias caudalis là một loài cá biển thuộc chi Pseudanthias trong họ Cá mú. Loài này được mô tả lần đầu tiên vào năm 1959.

## Từ nguyên
Từ định danh caudalis trong tiếng Latinh có nghĩa là "ở đuôi", không rõ hàm ý, có thể đề cập đến thùy đuôi có các tia sợi vươn dài ở loài này.

## Phạm vi phân bố và môi trường sống
P. caudalis là loài đặc hữu của Nhật Bản, được tìm thấy dọc theo bờ đông của đảo Honshu xuống đảo Shikoku và xa hơn đến quần đảo Ogasawara ở phía nam.
P. caudalis được tìm thấy trên các rạn san hô ở độ sâu khoảng từ 50 đến 100 m.

## Mô tả
P. caudalis có chiều dài cơ thể lớn nhất được ghi nhận là 17 cm.

## Sinh thái học
P. caudalis có thể lẫn vào đàn của các loài khác trong phân họ Anthiinae và cùng kiếm ăn, ăn chủ yếu động vật phù du.